# حسین تولایی
حسین تولایی نویسندهٔ ایرانی کتاب‌های کودک و نوجوان است.

## جوایز
کتاب احتیاط کنید! پرنده‌ها پای سفره‌ی صبحانه‌اند از آثار او (با تصویرگری نوشین خائفی اشکذری) که در سال ۱۳۹۶ از سوی نشر علمی و فرهنگی منتشر شد، در فهرست کلاغ سفید (۲۰۱۸) قرار گرفت.